# Exaleiptron
Un exaleiptron est un récipient antique contenant des onguents ou des huiles parfumées.

## Etymologie
Le mot exaleiptron vient du grec « oindre ». L'attribution du nom est toutefois moderne. Le nom d'usage dans la Grèce antique est inconnu.

## Constitution
Les exaleiptrons sont des récipients circulaires à lèvre recourbée vers l’intérieur. Ils peuvent être dotés d’un couvercle à bouton.
Ils peuvent être dotés d’un pied simple, annulaire notamment, ou d’un support plus complexe comme un trépied.

## Fonction
La fonction principale est celle de contenir des onguents ou des huiles parfumées.  Ce récipient peut avoir été utilisé pour l’agrément, des rites funéraires ou la dévotion'.

## Galerie

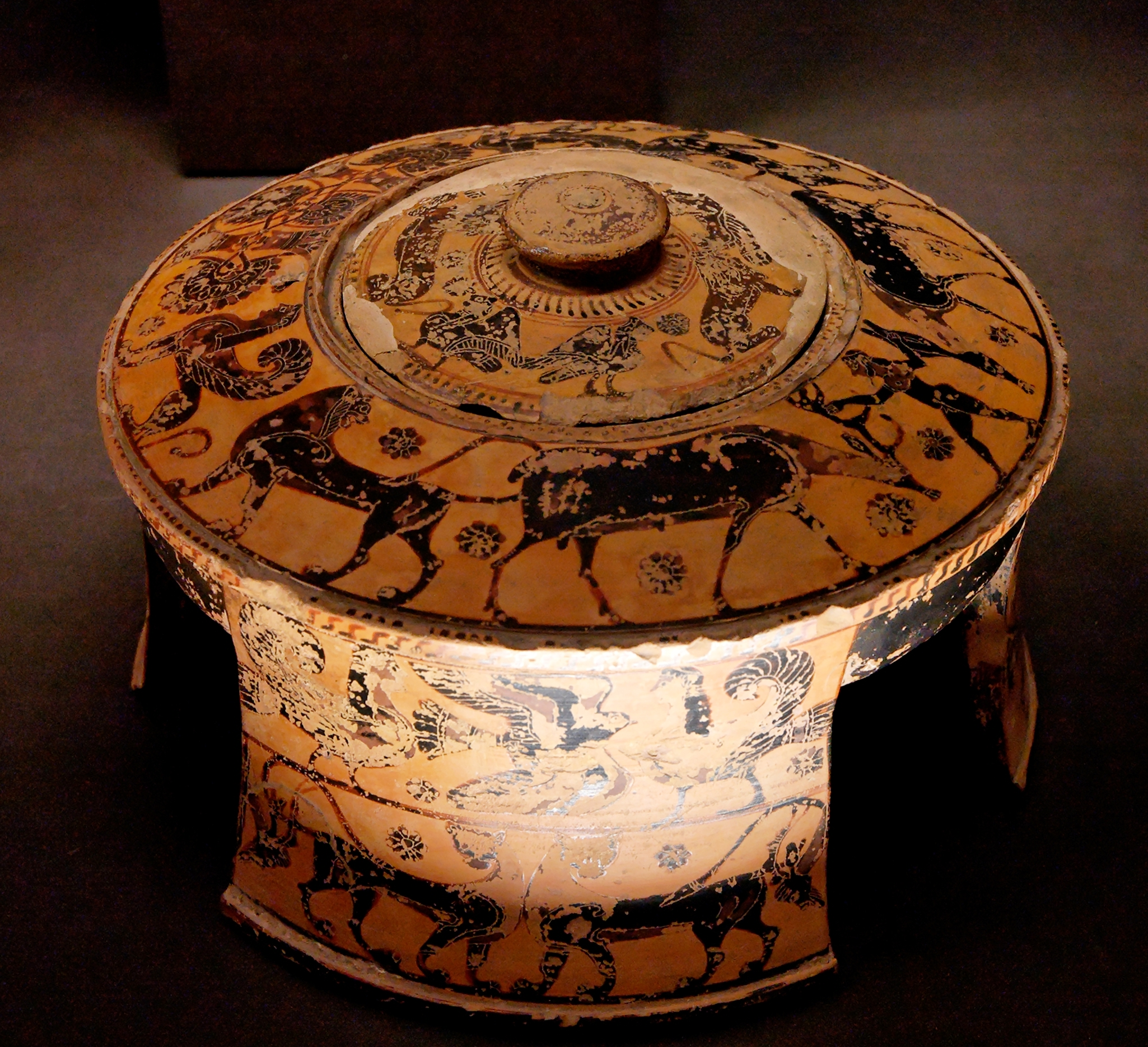
Exaleipton à trépied doté d'un couvercle, originaire d'Égine, VIe siècle avant notre ère, Musée du Louvre

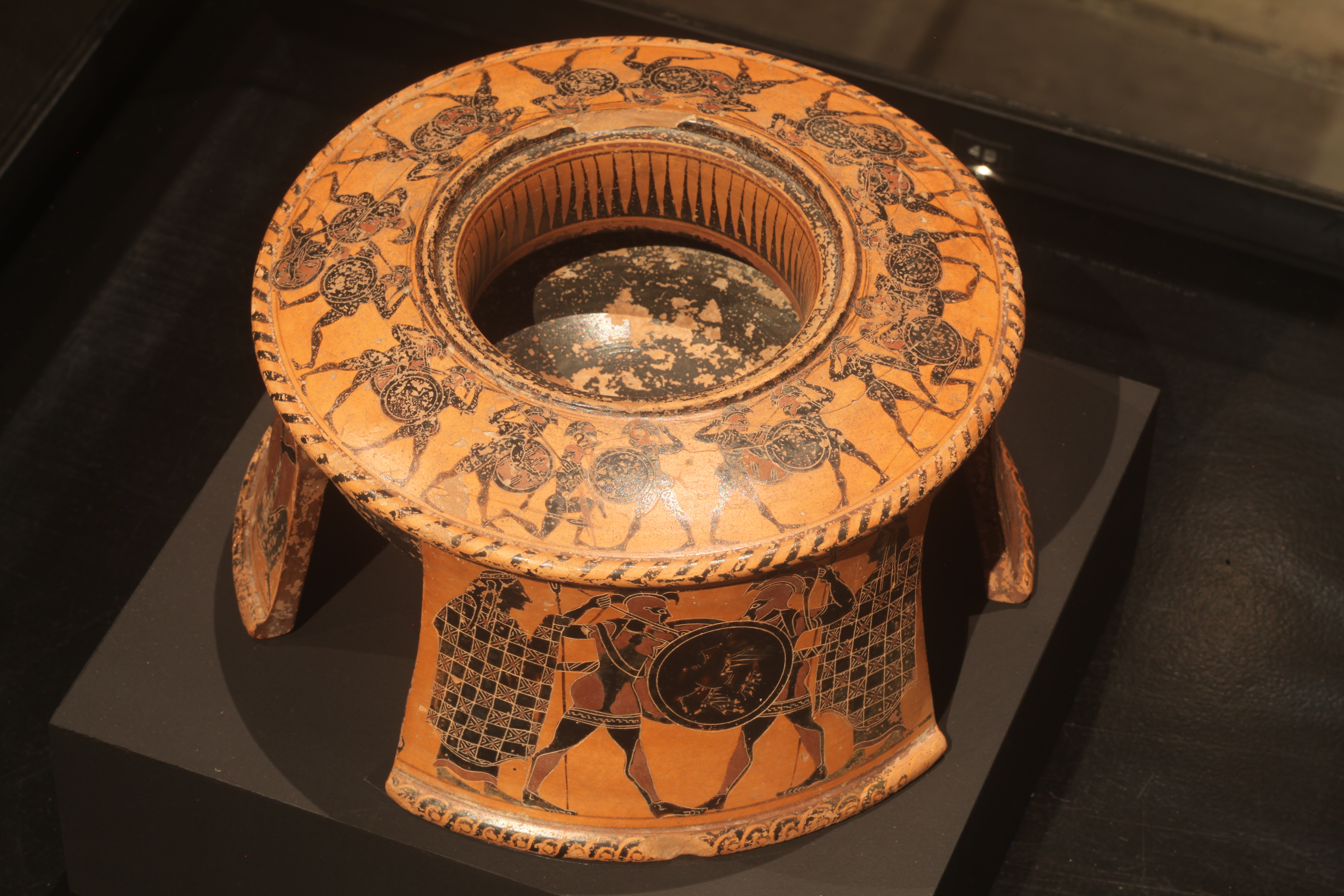
Exaleiptron à trépied de Corinthe, VIe siècle avant notre ère, Palais des Beaux-Arts de Lille

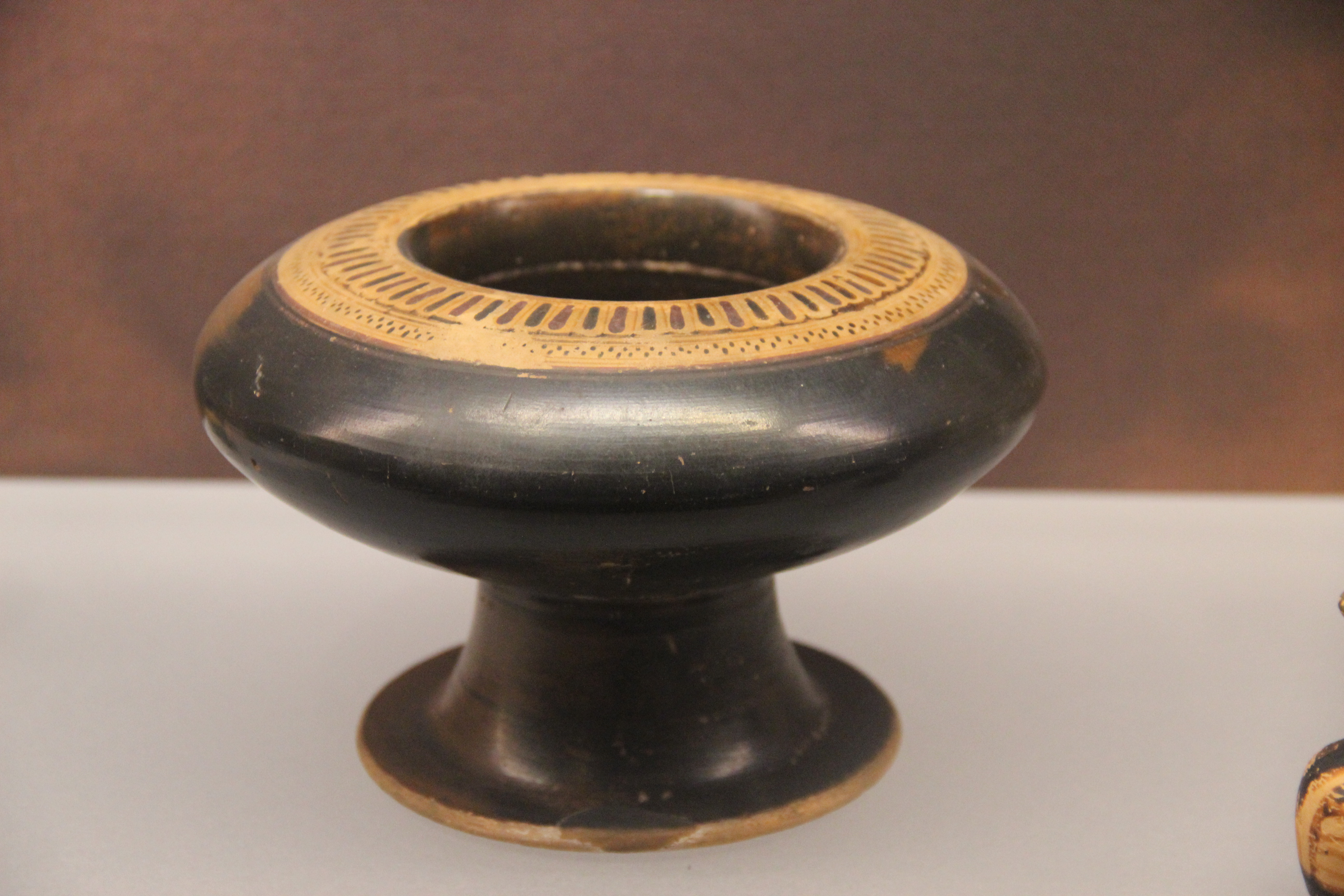
Exaleiptron sur pied simple, Grèce antique, VIe siècle avant notre ère, musée d' Art cycladique, Athènes